# Вулиця Завадського
Вулиця Завадського є однією з найдавніших вулиць Хмельницького, пролягає поряд із вулицею Кам'янецької — від вул. Проскурівського підпілля до вул. Героїв Маріуполя.

## Історія виникнення
Виникла у тій частині міста, яка у XVIII — на поч. XIX ст. вважалася околицею і називалася Завалля. Назва походить від місця розташування цього району «за валом», що колись оточував давній Плоскирів. Землі Завалля довгий час використовувалися міщанами як городи і лише із середини XIX ст. почали забудовуватися, а єдина вулиця, що кружляла серед одноповерхових будинків цього району, отримала також назву Завалля. Старожили розповідали, що «славилася» та вулиця непролазною багнюкою, а собак було стільки, що через це успадкувало «народну» назву Собачого провулка, бо пси пошматували одяг не одного перехожого. На початку 1930-х рр. вулицю перейменували на Радянську, а з 1982 р. — на честь Михайла Завадського.